# Albánia anya
Az Albánia anya (albán Nëna Shqipëri) 1972-ben felállított, talapzatával együtt 12 méter magas betonszobor az Albánia fővárosa, Tirana déli részén 1971-ben kialakított szabadtéri kommunista panteon, a Vértanúk temetője (Varrezat e Dëshmorëve) legmagasabb pontján. Az északi irányba, Tirana felé néző nőalak magasan feltartott jobb kezében vörös csillaggal ékített babérkoszorút tart. A szobor talapzatába vésett szöveg: „Örök dicsőség a haza vértanúinak” (albánul „Lavdi e përjetshme dëshmorëve të atdheut”). Az alkotó szobrásztrió, Kristaq Rama, Shaban Hadëri és Muntaz Dhrami nevéhez több más korabeli szobor fűződik, közülük a legnevezetesebb a vlorai függetlenségi emlékmű bronz szoborcsoportja (1972).
1985 áprilisában a szobor talapzatának közelében temették el a néhai mindenható pártfőtitkárt, Enver Hoxhát (1992-ben hamvait innen a sharrai temetőbe szállították át), ma is a környező temetőben nyugszik több prominens kommunista vezető, valamint a második világháborúban elesett mintegy 900 kommunista partizán.